# TRUTH~A Great Detective of Love
TRUTH~A Great Detective of Love~ là đĩa đơn thứ 13 của TWO-MIX được phát hành tại Nhật Bản vào ngày 26 tháng 11 năm 1998 bởi Warner Music Japan.

## Danh sách bài hát
Tất cả lời bài hát được viết bởi Nagano Shina; tất cả nhạc phẩm được soạn bởi Takayama Minami.
| STT | Nhan đề                                             | Thời lượng |
| --- | --------------------------------------------------- | ---------- |
| 1.  | "TRUTH〜A Great Detective of Love〜"                | 5:36       |
| 2.  | "Key of Love〜A Detective in Love〜"                | 4:26       |
| 3.  | "TRUTH〜A Great Detective of Love〜" (INSTRUMENTAL) |            |

| Bài hát mở đầu anime Thám tử lừng danh Conan 16 tháng 11 năm 1998 - 26 tháng 4 năm 1999 |                                            |                        |
| Trước: ZARD Unmei no Roulette o Mawashite                                               | TWO-MIX TRUTH〜A Great Detective of Love〜 | Kế: B'z Giri Giri chop |

Bản mẫu:TWO-MIX